# Municipio de Egan (Dakota del Norte)
El municipio de Egan (en inglés: Egan Township) es un municipio ubicado en el condado de Mountrail en el estado estadounidense de Dakota del Norte. En el año 2010 tenía una población de 36 habitantes y una densidad poblacional de 0,38 personas por km².

## Geografía
El municipio de Egan se encuentra ubicado en las coordenadas 48°20′1″N 101°58′34″O / 48.33361, -101.97611. Según la Oficina del Censo de los Estados Unidos, el municipio tiene una superficie total de 94.67 km², de la cual 88,07 km² corresponden a tierra firme y (6,97 %) 6,6 km² es agua.

## Demografía
Según el censo de 2010, había 36 personas residiendo en el municipio de Egan. La densidad de población era de 0,38 hab./km². De los 36 habitantes, el municipio de Egan estaba compuesto por el 100 % blancos. Del total de la población el 0 % eran hispanos o latinos de cualquier raza.